# Рабле, Франсуа
Франсуа́ Рабле́ (фр. François Rabelais; предположительно 1494, Шинон — 9 апреля 1553, Париж) — французский писатель, редактор, врач, богослов, священник, филолог. Один из величайших французских сатириков, автор романа «Гаргантюа и Пантагрюэль».
По мнению Михаила Бахтина, является одним из авторов, заложивших основы современной европейской литературы.

## Биография
Рабле родился около 1494 года, в Шиноне, небольшом городке провинции Турень, где, по мнению исследователей, его отец работал адвокатом. Согласно легенде он был владельцем кабачка, аптекарем. Местом рождения Франсуа Рабле считается поместье Девинье в Сёйи, где сейчас расположен музей писателя. Известно, что его мать умерла, когда он был ещё ребёнком. С десяти лет сменил несколько мест жительства, находился в монастырях.
В детском возрасте Рабле был отдан послушником в монастырь францисканцев в Фонтене-ле-Конт, где в возрасте двадцати пяти лет принял постриг. Там он изучал древнегреческий и латинский языки, естественные науки, филологию и право, заслужив своими изысканиями известность и уважение среди своих современников-гуманистов, включая Гийома Бюде. Из-за неодобрения орденом его изысканий, Рабле добился разрешения римского папы Климента VII перейти в бенедиктинский монастырь в Мальезе в Пуату, где он встретил более тёплое отношение к себе. Это стало возможным благодаря участию в его судьбе Жоффруа д'Эстиссака, настоятеля этого монастыря, который сделал Рабле учителем своего племянника и своим личным секретарём. Через него и поступило ходатайство в Ватикан. Жизнь здесь была гораздо приятнее и Рабле не подвергался прежним монастырским ограничениям.
Позднее, вероятно около 1527 года, Рабле покинул монастырь для обучения медицине в университетах Пуатье и Монпелье. 17 сентября 1530 года он был зачислен слушателем медицинского факультета университета в Монпелье, а 1 ноября получил степень бакалавра. Его искания этого периода Сент-Бёв в своей статье посвящённой великому сатирику резюмировал следующим образом:
Серьёзность и возвышенность его вкусов, естественная и благородная непринуждённость его влечений, являвшая резкий контраст с этой эпохой упадка, вскоре показали всю неуместность его присутствия в монастыре такого ордена. Он ушёл из него и попытался устроиться в другом, менее презренном ордене — бенедиктинцев, однако не смог ужиться и с ними; тогда он окончательно снял с себя духовное, вернее, монашеское платье и надел светское; он швырнул, как говорят в народе, свою рясу в крапиву и поехал в Монпелье изучать медицину.
В 1532 году он перебрался в Лион, один из культурных центров Франции. Там он совмещал врачебную практику с редактированием латинских трудов для печатника Себастьяна Грифа. Свободное время он посвящал написанию и публикации юмористических памфлетов, критиковавших устоявшиеся порядки и выражавших его понимание свободы личности.
В 1532 году под псевдонимом Алькофрибас Назье (фр. Alcofribas Nasier, анаграмма от его собственного имени без седиля) Рабле опубликовал свою первую книгу — «Пантагрюэль», ставшую потом второй частью обессмертившего его имя «Гаргантюа и Пантагрюэля». В 1534 году последовала её предыстория — «Гаргантюа», где рассказывалось о жизни отца протагониста предыдущей книги. Оба произведения были осуждены богословами Сорбонны и католическими клириками за своё сатирическое содержание. Третья часть, опубликованная Рабле в 1546 году под его настоящим именем, также была запрещена. Четвертая часть увидела свет в 1548 году, а через четыре года её расширенная редакция. Пятая часть была издана в 1564 году после смерти Рабле и имеются основания отрицать его авторство.
Благодаря поддержке влиятельной семьи дю Белле Рабле получил разрешение короля Франциска I на продолжение публикаций. Однако после смерти монарха писатель вновь столкнулся с неодобрением академической элиты, а французский парламент приостановил продажи его четвёртой книги.
Рабле некоторое время — в 1534 и 1539 годах преподавал медицину в Монпелье. 22 мая 1537 года получил там звание доктора медицины. Он часто путешествовал в Рим вместе со своим другом кардиналом Жаном дю Белле, также недолгое время (когда пользовался покровительством Франциска I) жил в Турине у его брата Гийома. Семейство дю Белле снова помогло Рабле в 1540 году — в легализации двух его детей (Огюста Франсуа и Жюни).
В 1545—1547 годах Рабле жил в Меце, республиканском имперском вольном городе, где нашёл укрытие от осуждения парижских богословов. В 1547 году он был назначен викарием Сен-Кристоф-дю-Жамбе и Мёдона (отказался от этой должности незадолго до своей смерти в Париже в 1553 году). Рабле умер 9 апреля 1553 года в возрасте семидесяти лет и был похоронен на кладбище церкви святого Павла в Париже (Église Saint-Paul-de-Champs), уничтоженной во время революции, останки захороненных на кладбище предположительно были перенесены в парижские катакомбы. 
Один из замечательнейших писателей своей эпохи, Рабле является, вместе с тем, самым верным и живым отражением её; стоя наряду с величайшими сатириками, он занимает почётное место между философами и педагогами. Рабле — вполне человек своего времени, человек Возрождения по своим симпатиям и привязанностям, по своей страннической, почти бродячей жизни, по разнообразию своих сведений и занятий. Он является гуманистом, медиком, юристом, филологом, археологом, натуралистом, богословом, и во всех этих сферах — «самым доблестным собеседником на пиршестве человеческого ума». Всё умственное, нравственное и социальное брожение его эпохи отразилось в двух великих его романах.
Орудие сатиры Рабле — смех, смех исполинский, часто чудовищный, как его герои. «Страшному общественному недугу, свирепствовавшему повсюду, он предписал огромные дозы смеха».
Сатирический роман французского писателя XVI века Франсуа Рабле в пяти книгах о двух добрых великанах-обжорах, отце и сыне. Роман высмеивает многие человеческие пороки, не щадит современные автору государство и церковь. В романе Рабле высмеивает, с одной стороны, многочисленные притязания церкви, а с другой — невежество и лень монахов. Рабле красочно показывает все пороки католического духовенства, которые вызывали массовый протест во время Реформации.

## Влияние
В программном «Предисловии к „Кромвелю”» (1827) Виктора Гюго, автор «Гаргантюа и Пантагрюэля» причислен к величайшим гениям человечества и назван «шутовским Гомером». Для Бальзака Рабле — создатель огромного   мира образов и идей, учитель и единомышленник, почти современник. Так, в его романе «Кузен Понс» (1847) Рабле назван «величайшим умом современного мира», а в «Письмах о литературе, театре и искусстве» (1840) он выступил против утверждения Сент-Бева, что «Рабле мутен по материалу и содержанию, ибо по стилю он очень чист и ясен»: «Держал ли [он] когда-нибудь в руках Рабле? — восклицает Бальзак. — Ведь Рабле в своей беспримерной книге выразил ясные, беспощадные суждения о самых возвышенных явлениях человечества с помощью нарочито грубого, мужицкого стиля…».
Проспер Мериме в своей речи при вступлении во Французскую Академию (1845), посвящённой памяти своего предшественника Шарля Нодье, чьё место ему предстояло занять, утверждал, что последний, желая лучше усвоить стиль романа Рабле, трижды собственноручно переписал его буквально «слово в слово». По словам самого Нодье, он характеризовал Рабле как «самого универсального и глубокого из писателей нового времени, если не считать Эразма и Вольтера, которые, впрочем, не были ни так глубоки, ни так универсальны, как он».
Рабле был одним из любимейших писателей А. Франса. Так, в специальном очерке (1889) и в ряде других статей из серии «Литературная жизнь» он не раз писал о своём восхищении великим сатириком. Франс был членом «Общества изучения Рабле» и принимал активное участие в его работе; в течение ряда лет он собирал материал для большой книги о Рабле. В 1909 году Франс прочитал курс публичных лекций в Аргентине посвящённый творчеству Рабле в которых выделяет его влияние на последующее развитие французской литературы, указывает на раблезианскую традицию в творчестве мадам де Севинье, Мольера, Лафонтена, Фонтенеля, Расина и других. По его мнению, «Рабле — великий юморист. Кроме Аристофана, Мольера и Сервантеса, он не имеет себе равных».

## Издания
- Классическое издание — Марти-Лаво, вышедшее в 1875 году под заглавием: «Oeuvres Complètes de Rabelais», с примечаниями и словарём.

### Переводы на русский язык
- Повесть славного Гаргантуаса, страшнейшего великана из всех, доныне находившихся в свете. — СПб., 1790 (первый русский перевод)
- Избранные места из «Гаргантюа» и «Пантагрюэлля» Рабле и «Опытов» Монтеня / Перевод С. Смирнова. — М., 1896.
- Гаргантюа и Пантагрюэль. / Перевод А. Н. Энгельгардт. — СПб., 1901.
- Гаргантюа и Пантагрюэль. / Перевод В. А. Пяста. — М.-Л.: ЗИФ, 1929. — 536 с., 5 000 экз.
- Гаргантюа и Пантагрюэль. / Перевод Н. М. Любимова. — М.: Гослитиздат, 1961. Издание содержит многочисленные сокращения цензурного характера, в том числе удалённые главы.
- Гаргантюа и Пантагрюэль. / Перевод Н. М. Любимова. — М.: Художественная литература, 1973. — (Библиотека всемирной литературы). Тот же перевод, но с почти полностью восстановленным текстом.

## Память
В честь Франсуа Рабле назван астероид Рабле, открытый Л. Г. Карачкиной в Крымской астрофизической обсерватории 14 октября 1982 г.
На планете Меркурий в честь писателя назван кратер Рабле диаметром 130 км.